# Jean Bourgogne
Jean Bourgogne, född  14 februari 1903 i Marseille, Frankrike, död 10 mars 1999 i Neuilly-sur-Seine, var en fransk entomolog. Under sin karriär gav han namn åt 73 nya taxa.